# Convento de la Sagrada Familia
El Convento de la Sagrada Familia (en inglés: Convent of the Holy Family) en Nueva Orleans, Luisiana, al sur de Estados Unidos fue el primer convento estadounidense para mujeres negras. Fue fundado por cuatro mujeres, la mayor de las cuales era conocida como la madre Juliette. Poco se sabe de ellas. El convento pasaría a manejar un hogar para las mujeres de edad avanzada y enfermos, un hogar para huérfanos y otras obras de caridad. 
Las hermanas de la Sagrada Familia renovaron sus votos cada año durante los primeros diez años, después de lo cual los votos se convirtieron en permanentes. 
La primera planta del convento era una estructura sin pretensiones en la calle Bayou, pero las hermanas pronto se trasladaron a un nuevo sitio, originalmente el salón adjunto al Teatro Orleans ( Orleans Theater).